# Tri Mulyo (Gedung Surian)
Tri Mulyo is een bestuurslaag in het regentschap Lampung Barat van de provincie Lampung, Indonesië. Tri Mulyo telt 2860 inwoners (volkstelling 2010).